# Ерне Рубік
Е́рне Ру́бік (також Ерньо Рубік, угор. Rubik Ernő, народ. 13 липня 1944, Будапешт, Угорщина) — угорський винахідник, скульптор і професор архітектури. Всесвітньо відомий завдяки своїм об'ємним головоломкам та іграшкам, серед яких Кубик Рубіка (1974).
Нині в основному бере участь у розробці відеоігор, пише статті з архітектури і очолює студію Рубіка. Нагороджений Державною премією Угорської Народної Республіки (1983), Премією ім. Денніса Габора (1995) і Кошутовською премією (2007).

## Примітки

Rubik's Cube